# Francillon
Francillon ist eine französische Gemeinde mit 76 Einwohnern (Stand: 1. Januar 2022) im Département Indre in der Region Centre-Val de Loire. Francillon gehört zum Arrondissement Châteauroux und zum Kanton Levroux. Die Einwohner werden Francillonnais und Francillonnaises genannt.

## Geographie
Francillon liegt etwa 19 Kilometer nordnordwestlich von Châteauroux. Umgeben wird Francillon von den Nachbargemeinden Levroux im Norden und Osten, Villegongis im Süden und Südosten, Saint-Lactencin im Süden und Südwesten, Argy im Westen sowie Saint-Pierre-de-Lamps im Nordwesten.

## Bevölkerungsentwicklung
| Jahr                      | 1962 | 1968 | 1975 | 1982 | 1990 | 1999 | 2006 | 2013 | 2020 |
| Einwohner                 | 138  | 110  | 100  | 72   | 63   | 72   | 73   | 72   | 77   |
| Quelle: Cassini und INSEE |      |      |      |      |      |      |      |      |      |

## Sehenswürdigkeiten
- Kirche Saint-Jean